# Jeff Lindsay
Jeff Lindsay je umělecké jméno amerického dramatika a spisovatele detektivních románů Jeffry P. Freundlicha (* 14. července 1952 v Miami, Florida, Spojené státy americké), který je znám kvůli sérií knih o sociopatovi Dexteru Morganovi. Na mnoha svých raných dílech spolupracoval se svou ženou Hilary Hemingway, která se podepisovala jako spoluautor. Jeho žena je neteř Ernesta Hemingwaye.
První kniha ze série Dexter, Drasticky děsivý Dexter (kterou chtěl původně pojmenovat Pinocchio Bleeds) byla původně nominována na udělení cen Edgar Awards v kategorii Best First Novel (Nejlepší první kniha). Jeho jméno bylo ale ze seznamu vyškrtnuto poté, co se společnost Mystery Writers of America, která udílení cen Edgar Awards zaštiťuje, dozvěděla, že Lindsay vydal dřív už několik knih pod jiným uměleckým jménem Jeffrey P. Lindsay.
Podle knih ze série Dexter je od roku 2006 natáčen seriál na kanálu Showtime. První série je založena na knize Drasticky děsivý Dexter. Druhá a třetí série vysílána v roce 2007 a 2008 má vlastní příběhové linie, které jsou odlišné od Lindsayho knih. V roce 2008 a 2009 byly natočeny další dvě série, každá s 12 epizodami. Lindsay dostal vedlejší roli v desáté epizodě třetí série.

## Knihy
| Rok  | Český název              | Anglický název                                                      | Poznámka         |
| ---- | ------------------------ | ------------------------------------------------------------------- | ---------------- |
| 1994 |                          | Tropical Depression: A Novel of Suspense                            | scifi novely     |
| 1995 |                          | Dream Land: A Novel of the UFO Coverup                              | scifi novely     |
| 1997 |                          | Time Blender                                                        | scifi novely     |
| 1998 |                          | Dreamchild                                                          | scifi novely     |
| 2000 |                          | Hunting with Hemingway: Based on the Stories of Leicester Hemingway | Literatura faktu |
| 2004 | Drasticky děsivý Dexter  | Darkly Dreaming Dexter                                              | Série Dexter     |
| 2005 | Drasticky dojemný Dexter | Dearly Devoted Dexter                                               | Série Dexter     |
| 2007 | Dexter v temnotách       | Dexter in the Dark                                                  | Série Dexter     |
| 2009 | Dexter v hlavní roli     | Dexter by Design                                                    | Série Dexter     |
| 2010 | Delikátní Dexter         | Dexter is Delicious                                                 | Série Dexter     |
| 2011 | Dvojí Dexter             | Double Dexter                                                       | Série Dexter     |
| 2013 | Dexterův poslední záběr  | Dexter's Final Cut                                                  | Série Dexter     |
| 2015 | Dexter je mrtvý          | Dexter is Dead                                                      | Série Dexter     |